# 弯嘴吸蜜鸟属
弯嘴吸蜜鸟属（学名：Toxorhamphus）是啄果鸟科下的一个属。

## 下属物种
本属包括以下物种：
- 黄腹弯嘴吸蜜鸟 Toxorhamphus novaeguineae (Lesson, 1827)
- 灰颏弯嘴吸蜜鸟 Toxorhamphus poliopterus (Sharpe, 1882)